# Cour de répression des infractions économiques et financières
La Cour de répression des infractions économiques et financières (CRIEF) est une cour de justice pénale de république de Guinée, au premier et au deuxième degré. Elle a été créée en décembre 2021 pour examiner des infractions économiques et financières d’au moins d'un milliard de francs guinéen à la suite du coup d'État de Mamadi Doumbouya,.

## Historique
Créée le 2 décembre 2021 sur ordonnance de Mamadi Doumbouya, la cour a été officiellement installée le 21 janvier 2022.

### Historiques des président
| N° | Prénoms et nom          | Début           | Fin             |
| -- | ----------------------- | --------------- | --------------- |
| 01 | Noel Kolomou            | janvier 2021    | 12 janvier 2024 |
| 02 | Francis Kova Zoumanigui | 12 janvier 2024 | En cours        |

## Composition
La Cour de répression des infractions économiques et financières est composée de 19 membres, qui ont été installés le vendredi 12 janvier 2024 dans leurs fonctions :
- Président : Francis Kova Zoumanigui

- Président de la chambre d’instruction : Sékou Ibrahima Soumah

- Membres de la chambre d’instruction :
  - Mohamed Ama Camara
  - Ibrahima Bayo
  - Aïssatou Sacko
  - Almamy Sékou Camara

- Président de la chambre spéciale de contrôle de l’instruction :  Morlaye Soumah

- Chambre des jugements : 
  - Ousmane Sylla
  - Mohamed Diawara
  - Lamine Konaté
  - Alhassane Mabinty Camara

- Président de la chambre des appels :
  - Souleymane Bah

- Conseillers ou assesseurs :
  - Amadou Seykou Barry
  - Mamoudou Camara
  - Abdourahamane Diallo
  - Mohamed Kaba

- Parquet:
  - Procureur spécial : Aly Touré
  - Substitut du procureur spécial : Josephine Loli Tinguiano et Lazard Mamadi Borè

## Mission
La cour de répression des infractions économiques et financières a pour mission de poursuite des détournements supérieurs ou égaux à un milliard de francs.

## Décision
- 2 décembre 2024 : Amadou Damaro Camara a été condamné à 4 ans de prison et au paiement d’une amende de 10 millions de francs guinéens et la mainlevée sur tous ses biens a également été ordonnée[9].